# Rippingale
Rippingale – wieś w Anglii, w hrabstwie Lincolnshire, w dystrykcie South Kesteven. Leży 48 km na południe od Lincoln i 147 km na północ od Londynu.